# Jessica Alves
Jessica Alves (São Paulo, 30 de julho de 1983) é uma personalidade de televisão brasileira-britânica conhecida por ter se submetido a dezenas de cirurgias plásticas para alterar sua aparência.

## Início da vida
Alves nasceu em 30 de julho de 1983 em São Paulo, Brasil de mãe brasileira e pai britânico. Seu pai, Roserval Alves, veio de uma família de europeus que chegaram ao Brasil na década de 1940. Inicialmente a família estava no comércio agrícola, mas expandiu seu envolvimento empresarial para incluir supermercados, shopping centers e imóveis. Quando ela era jovem, seu avô comprou bonecas Barbie para ela. Embora Alves fosse designada homem ao nascer, desde tenra idade — “desde os três, quatro, cinco, seis anos” — ela se considerava mulher, brincava de boneca e se vestia. Ela sente que as pessoas não devem ser definidas pelo gênero. Ela era tímida e intimidada durante a infância. Quando adolescente, Alves teve uma disfunção hormonal, com muito estrogênio fazendo com que o tecido mamário crescesse; suas outras características também viraram alvo de chacota dos valentões. Sua família tem uma série de mercearias no Brasil que os tornou ricos, mas a partir de 2018, Alves não obteve nenhum lucro relacionado às lojas.
Alves mudou-se para Londres aos 18 anos, onde estudou relações públicas na London College of Communication. Ela tem dinheiro de uma herança de seus avós maternos.

## Biografia
Alves passou por várias cirurgias, incluindo plásticas no nariz que resultaram na perda do olfato. Logo depois dessa experiência, ela passou por uma cirurgia no Brasil para injetar um gel nos braços para deixá-los mais musculosos. Ela perdeu o uso de ambos os braços por um tempo e a experiência a levou a procurar psicoterapia. Em 2013, Alves foi diagnosticado com dismorfia corporal — uma “condição de saúde mental em que uma pessoa passa uma quantidade obsessiva de tempo se preocupando com falhas em sua aparência”.
Alves apareceu no reality show norte-americano Botched em 2017 (temporada 4, episódio 4), onde cirurgiões plásticos tentam melhorar cirurgias estéticas mal sucedidas. Paul Nassif recusou-se a fazer rinoplastia adicional em Alves, observando que as passagens nasais estavam bloqueadas com cicatrizes, o tecido nasal não havia se recuperado de cirurgias anteriores e Alves estava em risco de necrose substancial.
A partir de 2018, Alves tinha casas em Londres e Marbella, Espanha e era apresentadora regular na televisão. Ela tem uma pensão mensal considerável por herança de seus avós e aluga propriedades em Puerto Banús na Espanha, para turistas. Seu patrimônio líquido em 2018 foi estimado em mais de £30 milhões. Em 2018, Alves viajou entre Londres e Brasil a trabalho e descobriu que ser reconhecida em todos os lugares — e ser solicitada por selfies — tinha seu lado negativo, e sentiu uma nova liberdade ao se vestir como Jessica. A ideia de fazer a transição da identidade de gênero, externamente, para ser permanentemente feminina foi suspensa, em parte por causa das objeções de seu pai.

## Vida pessoal
Em 2024, Jessica revelou que busca uma relação sapiossexual.

## Filmografia

### Televisão
| Ano  | Título                | Papel        | Notas        | Ref.   |
| ---- | --------------------- | ------------ | ------------ | ------ |
| 2018 | Celebrity Big Brother | Participante | Temporada 22 | [ 11 ] |